# Campionato europeo di automobilismo 1937
Il Campionato europeo di automobilismo 1937 è stata la V edizione del Campionato europeo di automobilismo. Con tre vittorie su cinque gare, Rudolf Caracciola si laureò per la seconda volta campione europeo guidando una Mercedes equipaggiata con un motore 5,6 litri. Dal momento che l’anno successivo la formula fu cambiata, imponendo dei motori più piccoli e meno potenti, le auto del 1937 risultarono le più potenti mai costruite fino all’arrivo dei motori turbo in Formula 1 a cavallo degli anni ’70 e ’80 del XX secolo.

## La prestagione

### Il calendario
| Gara | Nome ufficiale del Gran Premio | Circuito                     | Sede     | Data         |
| ---- | ------------------------------ | ---------------------------- | -------- | ------------ |
| 1    | VII Grand Prix de Belgique     | Circuit de Spa-Francorchamps | Stavelot | 11 luglio    |
| 2    | X Großer Preis von Deutschland | Nürburgring                  | Nürburg  | 25 luglio    |
| 3    | IX Grand Prix de Monaco        | Circuit de Monaco            | Monaco   | 8 agosto     |
| 4    | IV Grosser Preis der Schweiz   | Circuit de Bremgarten        | Berna    | 22 agosto    |
| 5    | XV Gran Premio d'Italia        | Circuito di Montenero        | Livorno  | 12 settembre |

### Gran Premi non validi per il campionato
| Nome ufficiale del Gran Premio                                  | Circuito                             | Sede             | Data         |
| --------------------------------------------------------------- | ------------------------------------ | ---------------- | ------------ |
| I Flatenloppet                                                  | Flaten                               | Stoccolma        | 14 febbraio  |
| II Gran Premio del Valentino/ Gran Premio Principe dei Piemonte | Parco del Valentino                  | Torino           | 18 aprile    |
| III Coppa Principessa di Piemonte                               | Circuito di Posillipo                | Napoli           | 25 aprile    |
| I Campbell Trophy                                               | Brooklands                           | Weybridge        | 1º maggio    |
| XI Gran Premio di Tripoli                                       | Autodromo della Mellaha              | Tagiura          | 9 maggio     |
| VI Eläintarhanajot/Djurgårdsloppet                              | Eläintarha                           | Helsinki         | 9 maggio     |
| XII Grand Prix des Frontiéres                                   | Chimay                               | Chimay           | 16 maggio    |
| VI Internationales AVUS Rennen                                  | AVUS                                 | Berlino          | 30 maggio    |
| I Circuito della Superba                                        | Circuito della Superba               | Genova           | 30 maggio    |
| I Grand Prix de Bucharest                                       | Bucharest-Bulevardul Aviatorilor     | Bucarest         | 30 maggio    |
| V Grande Prêmio da Cidade de Rio de Janeiro                     | Gávea                                | Rio de Janeiro   | 6 giugno     |
| XV ADAC Eifelrennen                                             | Nürburgring                          | Nürburg          | 13 giugno    |
| II Circuito di Milano                                           | Parco Sempione                       | Milano           | 20 giugno    |
| II George Vanderbilt Cup Race                                   | Roosevelt Raceway                    | Westbury         | 5 luglio     |
| I Gran Premio di San Remo                                       | Circuito di San Remo                 | San Remo         | 25 luglio    |
| 6° Circuito Internacional de Vila Real                          | Circuito Internacional di Vila Real  | Vila Real        | 25 luglio    |
| XIII Coppa Acerbo                                               | Circuito di Pescara                  | Pescara          | 15 agosto    |
| 3° Circuito Internacional do Estoril                            | Circuito di Estoril                  | Cascais          | 15 agosto    |
| X Junior Car Club 200 Mile race                                 | Donington Park                       | Castle Donington | 28 agosto    |
| VII Velká Cena Masarykova                                       | Circuito di Brno                     | Brno             | 26 settembre |
| III Donington GP                                                | Donington Park                       | Castle Donington | 2 ottobre    |
| VII Mountain Championship                                       | Brooklands                           | Weybridge        | 16 ottobre   |
| Kalastajatorpanajo/Fiskartorpsloppet                            | Kalastajatorpanajo/Fiskartorpsloppet | Helsinki         | 16 ottobre   |

## Risultati

### Risultato dei Gran Premi
| Nº | Gran Premio             | Circuito      | Pole position     | Giro veloce                    | Pilota vincitore        | Scuderia vincitrice | Resoconto |
| -- | ----------------------- | ------------- | ----------------- | ------------------------------ | ----------------------- | ------------------- | --------- |
| 1  | Gran Premio del Belgio  | Francorchamps | Raymond Sommer    | Hermann Lang                   | Rudolf Hasse            | Daimler-Benz        | Resoconto |
| 2  | Gran Premio di Germania | Nürburgring   | Bernd Rosemeyer   | Bernd Rosemeyer                | Rudolf Caracciola       | Daimler-Benz        | Resoconto |
| 3  | Gran Premio di Monaco   | Monaco        | Rudolf Caracciola | Rudolf Caracciola              | Manfred von Brauchitsch | Daimler-Benz        | Resoconto |
| 4  | Gran Premio di Svizzera | Berna         | Rudolf Caracciola | Bernd Rosemeyer                | Rudolf Caracciola       | Daimler-Benz        | Resoconto |
| 5  | Gran Premio d'Italia    | Livorno       | Rudolf Caracciola | Rudolf Caracciola Hermann Lang | Rudolf Caracciola       | Daimler-Benz        | Resoconto |

### Risultati dei Gran Premi non ufficiali
| Gran Premio                          | Circuito          | Pole position           | Giro veloce                 | Pilota vincitore      | Scuderia vincitrice     | Resoconto |
| ------------------------------------ | ----------------- | ----------------------- | --------------------------- | --------------------- | ----------------------- | --------- |
| Flatenloppet                         | Flaten, Stoccolma | Ian Connell             | Helmer Carlsson             | Eugen Bjørnstad       | E. Bjørnstad-Alfa Romeo | Resoconto |
| Gran Premio del Valentino            | Torino            | Nino Farina             | Nino Farina                 | Antonio Brivio        | Ferrari-Alfa Romeo      | Resoconto |
| Gran Premio di Napoli                | Posillipo         | Nino Farina             | Nino Farina                 | Nino Farina           | Ferrari-Alfa Romeo      | Resoconto |
| Trofeo Campbell                      | Weybridge         | Peter Walker            | Francis Curzon Raymond Mays | Bira                  | "B. Bira"-Maserati      | Resoconto |
| Gran Premio di Tripoli               | Mellaha           | Hans Stuck              | Hans Stuck                  | Hermann Lang          | Daimler-Benz            | Resoconto |
| Gran Premio di Finlandia             | Eläintarha        | Hans Ruesch             | Hans Ruesch                 | Hans Ruesch           | H. Ruesch-Alfa Romeo    | Resoconto |
| Gran Premio delle Frontiere          | Chimay            | Hans Ruesch             | Hans Ruesch                 | Hans Ruesch           | Ruesch-Alfa Romeo       | Resoconto |
| Avusrennen                           | AVUS              | Manfred von Brauchitsch | Bernd Rosemeyer             | Hermann Lang          | Daimler-Benz            | Resoconto |
| Circuito della Superba               | Genova            | Clemente Biondetti      | Carlo Felice Trossi         | Carlo Felice Trossi   | Ferrari-Alfa Romeo      | Resoconto |
| Gran Premio di Bucarest              | Bucarest          | ?                       | Hans Ruesch                 | Hans Ruesch           | H. Ruesch-Alfa Romeo    | Resoconto |
| Gran Premio di Rio de Janeiro        | Gávea             | Hans Stuck              | Hans Stuck                  | Carlo Maria Pintacuda | Ferrari-Alfa Romeo      | Resoconto |
| Eifelrennen                          | Nürburgring       | Bernd Rosemeyer         | Bernd Rosemeyer             | Bernd Rosemeyer       | Auto Union              | Resoconto |
| Circuito di Milano                   | Milano            | Tazio Nuvolari          | Tazio Nuvolari              | Tazio Nuvolari        | Ferrari-Alfa Romeo      | Resoconto |
| Coppa Vanderbilt                     | Westbury          | Rudolf Caracciola       | Rudolf Caracciola           | Bernd Rosemeyer       | Auto Union              | Resoconto |
| Gran Premio di San Remo              | San Remo          | Achille Varzi           | Achille Varzi               | Achille Varzi         | Maserati                | Resoconto |
| Circuito Internacional de Vila Real  | Vila Real         | Antony Powys-Lybbe      | ?                           | Vasco do Sameiro      | V. Sameiro-Alfa Romeo   | Resoconto |
| Coppa Acerbo                         | Pescara           | Bernd Rosemeyer         | Bernd Rosemeyer             | Bernd Rosemeyer       | Auto Union              | Resoconto |
| Circuito Internazionale dell'Estoril | Estoril           | Manuel de Oliveira      | Teddy Rayson                | Manuel de Oliveira    | de Olivera-Ford         | Resoconto |
| Junior Car Club 200 mile race        | Donington Park    | Earl Howe               | Raymond Mays                | Arthur Dobson         | ERA                     | Resoconto |
| Gran Premio di Cecoslovacchia        | Brno              | Tazio Nuvolari          | Rudolf Caracciola           | Rudolf Caracciola     | Daimler-Benz            | Resoconto |
| Gran Premio di Donington             | Donington Park    | Manfred von Brauchitsch | Manfred von Brauchitsch     | Bernd Rosemeyer       | Daimler-Benz            | Resoconto |
| Mountain Championship                | Brooklands        | Non assegnata           | Hans Ruesch                 | Hans Ruesch           | H. Ruesch-Alfa Romeo    | Resoconto |
| Kalastajatorpanajo                   | Helsinki          | Helmer Carlsson         | ?                           | Karl Ebb              | K. Ebb-Mercedes-Benz    | Resoconto |

## Classifica finale
| Pos | Pilota                  | BEL | GER | MON | SUI | ITA | Punti |
| --- | ----------------------- | --- | --- | --- | --- | --- | ----- |
| 1   | Rudolf Caracciola       |     | 1   | 2   | 1   | 1   | 13    |
| 2   | Manfred von Brauchitsch | Ret | 2   | 1   | 3   | Ret | 15    |
| 3   | Hermann Lang            | 3   | 7   |     | 2   | 2   | 19    |
| =   | Christian Kautz         | 4   | 6   | 3   | 6   | Ret | 19    |
| 5   | Hans Stuck              | 2   | Ret | 4   | 4   | 9   | 20    |
| 6   | Raymond Sommer          | 5   | Ret | 7   | 8   |     | 27    |
| 7   | Rudolf Hasse            | 1   | 5   | Ret |     |     | 28    |
| =   | Bernd Rosemeyer         |     | 3   | Ret | Ret | 3   | 28    |
| =   | Tazio Nuvolari          |     | 4   |     | 5   | 7   | 28    |
| =   | Giuseppe Farina         |     | Ret | 6   | Ret | Ret | 28    |
| 11  | László Hartmann         |     | Ret | Ret | 9   |     | 29    |
| 12  | Hans Ruesch             |     | 8   | 8   | Ret |     | 31    |
| 13  | Vittorio Belmondo       |     | 12  |     |     | 10  | 32    |
| 14  | Hermann Paul Müller     | Ret | Ret |     |     | 5   | 33    |
| 15  | Richard Seaman          |     | Ret |     |     | 4   | 34    |
| =   | Clemente Biondetti      |     |     | Ret |     | Ret | 34    |
| 17  | Luigi Soffietti         |     | Ret | Ret |     |     | 35    |
| =   | Carlo Felice Trossi     | Ret |     |     |     | 8   | 35    |
| =   | Paul Pietsch            |     | Ret |     | 10  |     | 35    |
| 20  | Kenneth Evans           |     | 9   |     |     |     | 36    |
| =   | Ernő Festetics          |     | 10  |     |     |     | 36    |
| =   | Attilio Marinoni        |     | 11  |     |     |     | 36    |
| =   | Giovanni Minozzi        |     | Ret |     | Ret |     | 36    |
| =   | Goffredo Zehender       |     |     | 5   |     |     | 36    |
| =   | Carlo Maria Pintacuda   |     |     | 9   |     |     | 36    |
| =   | Luigi Fagioli           |     |     |     | 7   |     | 36    |
| =   | Achille Varzi           |     |     |     |     | 6   | 36    |
| 28  | Henri Simonet           |     |     |     | Ret |     | 37    |
| =   | Adolfo Mandirola        |     |     |     | Ret |     | 37    |
| 30  | Franco Cortese          |     | Ret |     |     |     | 38    |
| =   | Ernst von Delius        |     | Ret |     |     |     | 38    |
| =   | Giovanbattista Guidotti |     |     |     |     | Ret | 38    |
| 33  | Francesco Severi        |     | Ret |     |     |     | 39    |
| =   | Renato Balestrero       |     | Ret |     |     |     | 39    |
| =   | Edoardo Teagno          |     | Ret |     |     |     | 39    |
| =   | Antonio Brivio          |     |     | Ret |     |     | 39    |
| =   | Max Christen            |     |     |     | Ret |     | 39    |
| Pos | Pilota                  | BEL | GER | MON | SUI | ITA | Punti |

| LEGENDA     | LEGENDA                        | LEGENDA |
| Colore      | Risultato                      | Punti   |
| ----------- | ------------------------------ | ------- |
| Oro         | Vincitore                      | 1       |
| Argento     | 2º                             | 2       |
| Bronzo      | 3º posto                       | 3       |
| Verde       | Completato più del 75%         | 4       |
| Blu         | Completato tra il 50% e il 75% | 5       |
| Porpora     | Completato tra il 25% e il 50% | 6       |
| Rosso       | Completato meno del 25%        | 7       |
| Nero        | Squalificato                   | 8       |
| Trasparente | Non ha partecipato             | 8       |